# Noir in Festival 2015
La vingt-cinquième édition du Courmayeur Noir in Festival se déroule du 8 décembre 2015 au 13 décembre 2015 à Courmayeur. Le festival présente le meilleur du genre noir, du cinéma à la littérature, en passant par la télévision. Sept films étaient en avant-première pour le Lion noir.

## Invités de marque
Dario Argento, Gabriele Salvatores, Carlo Lucarelli, Maya Sansa, Luca Argentero et Teresa De Sio sont quelques-uns des invités qui animent le Courmayeur Noir in Festival, programmé aux pieds du Mont-Blanc.

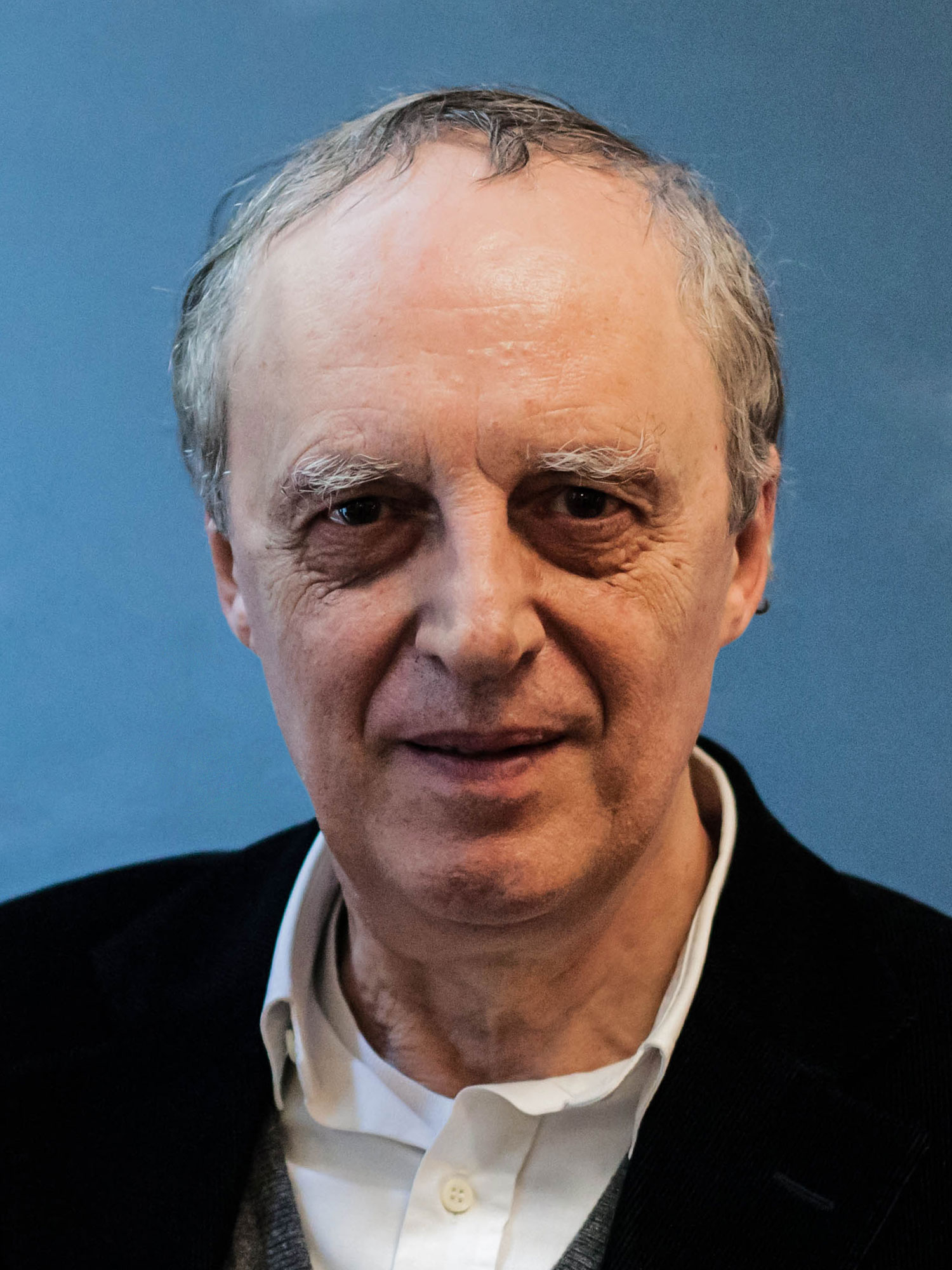
Dario Argento
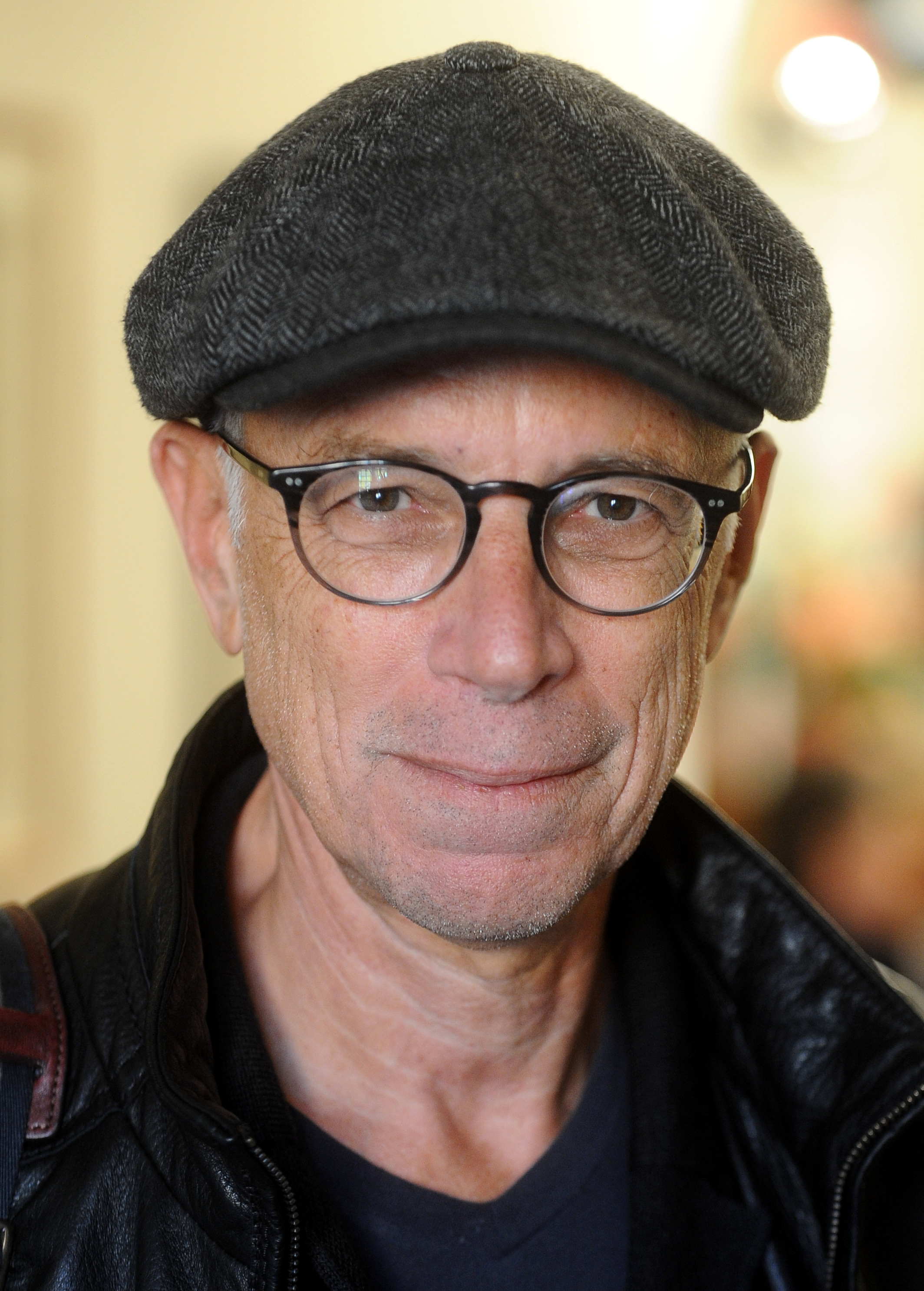
Gabriele Salvatores
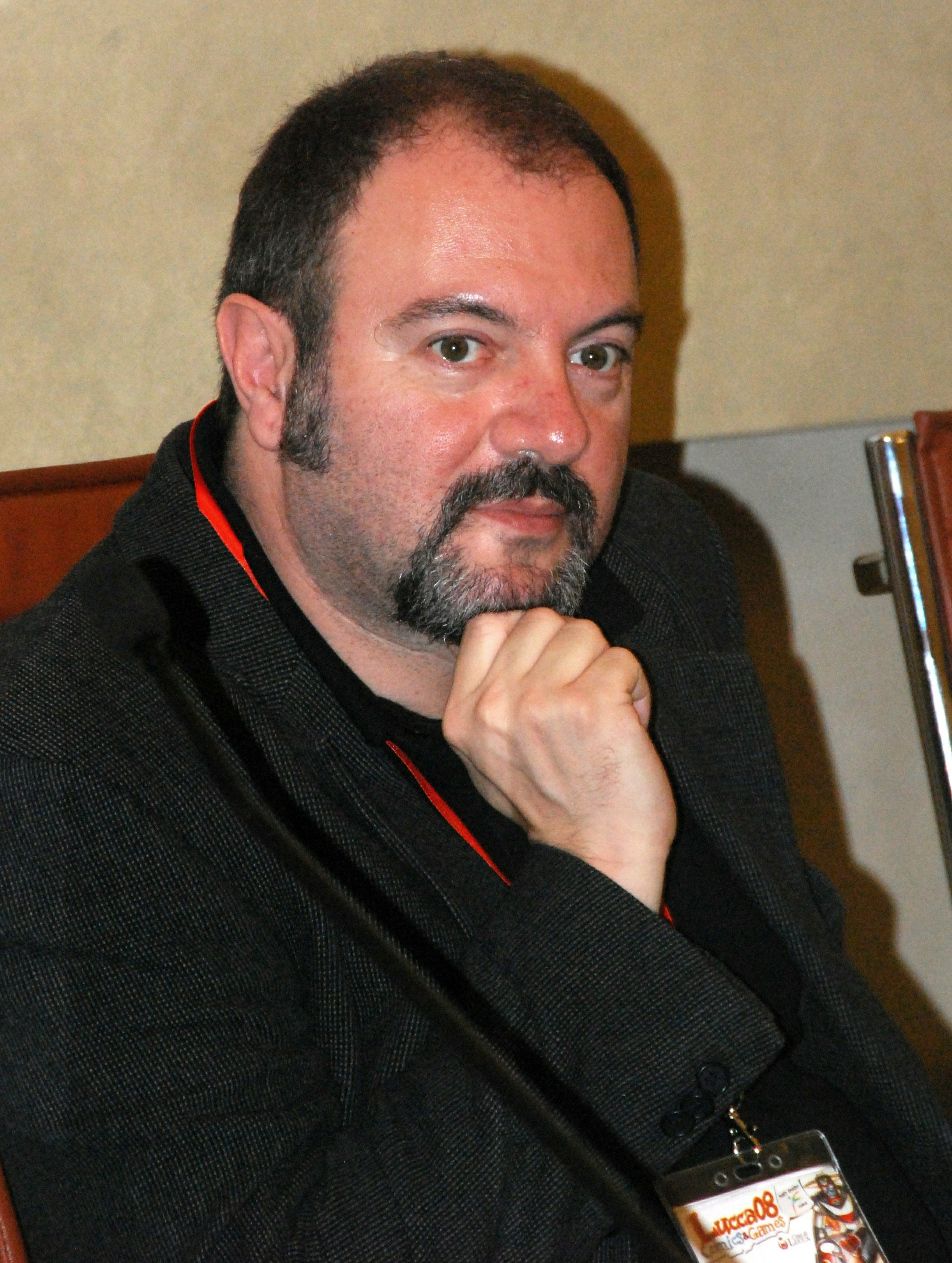
Carlo Lucarelli
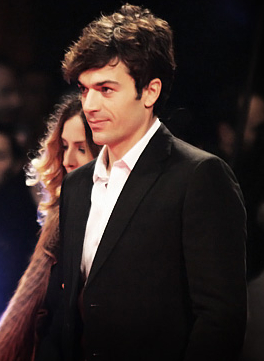
Luca Argentero
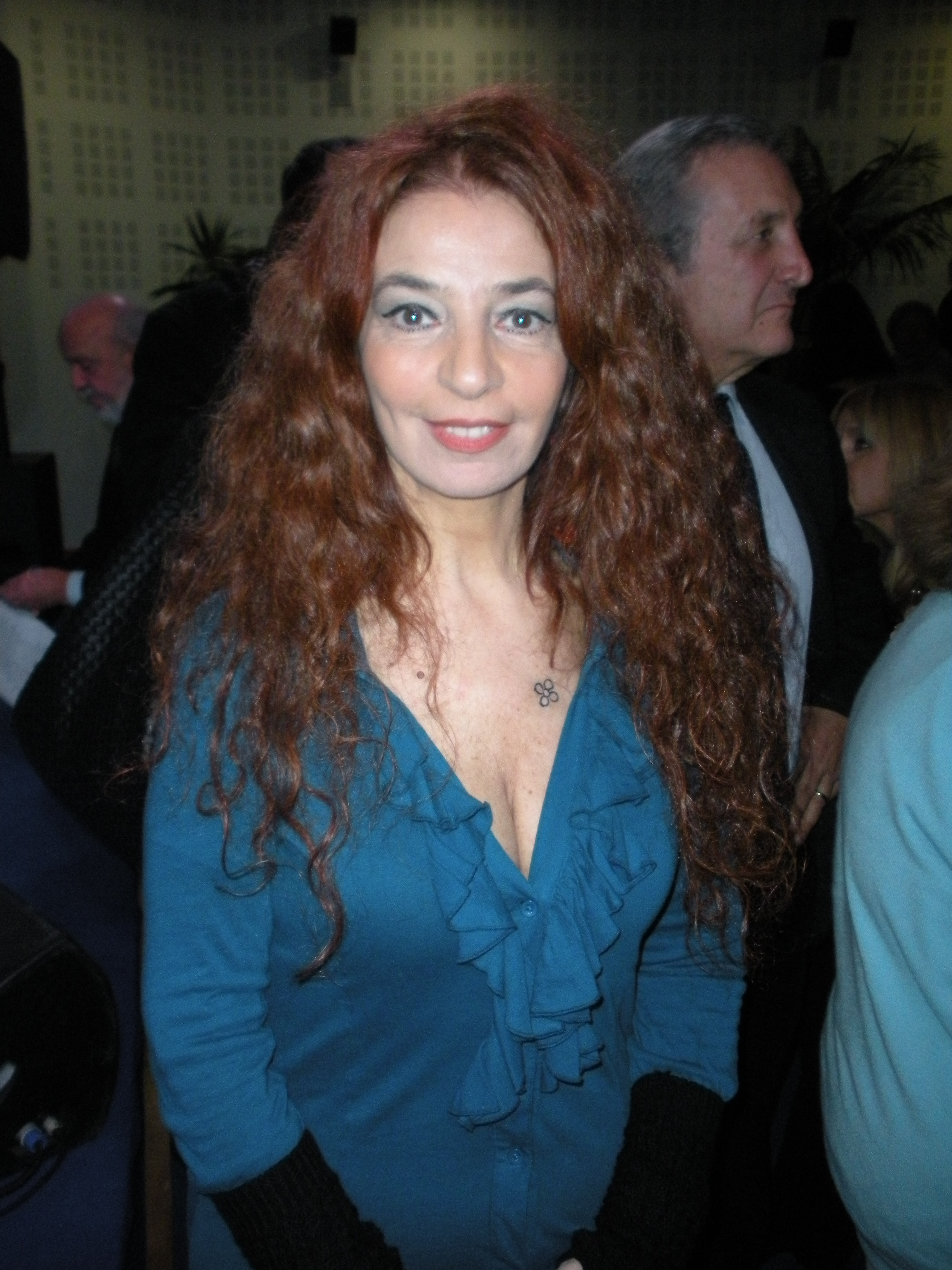
Teresa De Sio

## Événements

### Avant-première mondiale du nouveauX-Files

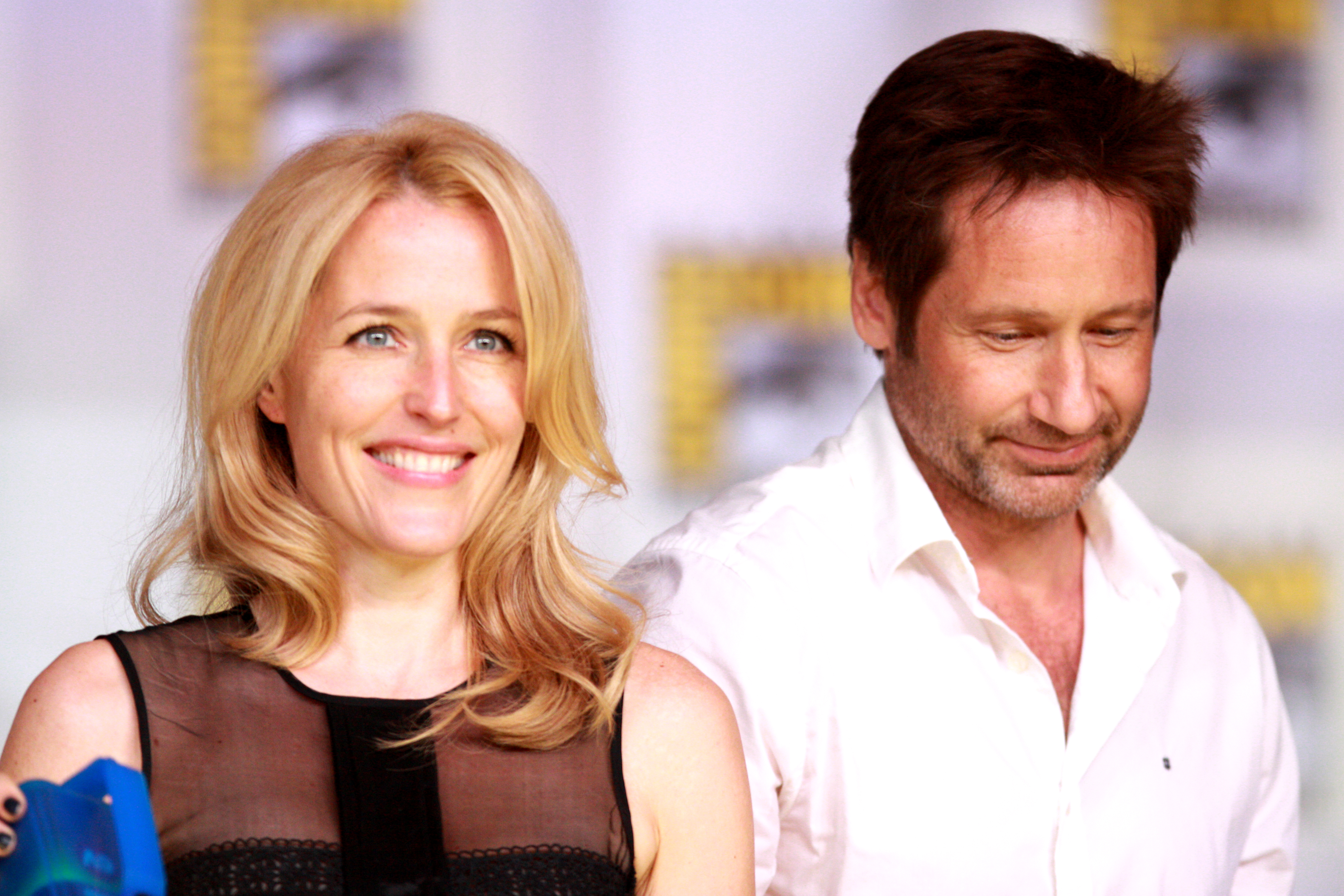
Gillian Anderson et David Duchovny

Le festival accueille trois événements internationaux qui vont enrichir sa vingt-cinquième édition : le 11 décembre, la première mondiale du premier épisode de la 10e saison de X-Files, écrit par l'auteur de la série originale Chris Carter, avec le retour du couple David Duchovny et Gillian Anderson ; la projection de l'épisode Immortality, qui conclura une des séries les plus longues de ces dernières années, Les Experts ; et comme film de clôture, l'avant-première italienne du film Le Pont des espions, l'histoire d'espionnage de Steven Spielberg avec Tom Hanks.
Les deux directeurs Giorgio Gosetti et Marina Fabbri l'ont reconnu : « Pouvoir inaugurer l'édition de notre nuit d'argent sous le signe de X-Files avec une autre série culte des années 90, Twin Peaks de David Lynch, a été pour nous une vraie chance. » Avoir la première mondiale de la nouvelle saison de X-Files est « un vrai événement pour lequel nous remercions les producteurs et la Fox », qui la retransmettra ensuite en Italie à partir du 26 janvier 2016, juste après la première américaine.
La nouveauté de cette nouvelle saison s'appuie sur une réflexion prête à remettre en question tout ce en quoi les agents - et leurs fans - ont cru jusqu'à aujourd'hui : et si les responsables des phénomènes paranormaux, des enlèvements extraterrestres à tous les phénomènes inexpliqués, étaient non pas les extraterrestres, mais les êtres humains eux-mêmes ?

### Avant-première italienne du remake dePoint Break
Ce sera Courmayeur qui accueillera l'avant-première italienne de Point Break, remake du film culte de 1991, réalisé par Kathryn Bigelow, avec Keanu Reeves et Patrick Swayze. Plusieurs scènes, comme la vertigineuse descente en snowboard sur les pentes enneigées, ont été tournées sur le Massif du Mont-Blanc et à Valgrisenche. L'avant-première - entre fin janvier et début février 2016 - s'inscrit dans un projet du Courmayeur Noir in Festival et de la Commission Film Vallée d'Aoste, qui, durant ces jours, feront découvrir les « panoramas » valdôtains aux jeunes producteurs italiens.

## Jury

### Jury littéraire
Le Jury littéraire du Courmayeur Noir in Festival 2015 est composé des membres suivants :
| Nom | Nom                                      | Qualité       | Nationalité |
| --- | ---------------------------------------- | ------------- | ----------- |
|     | Cecilia Scerbanenco (présidente du jury) |               | Italie      |
| t   | Valerio Calzolaio (it)                   | Universitaire | Italie      |
|     | Luca Crovi                               |               | Italie      |
|     | Loredana Lipperini (it)                  | Journaliste   | Italie      |
|     | Sergi Pent                               |               | Italie      |
|     | Sebastiano Triulzi                       |               | Italie      |
|     | John Vignola (it)                        | Journaliste   | Italie      |

## Sélection

### Finalistes pour le prix Scerbanenco
Le prix Scerbanenco 2015 , promu par le Courmayeur Noir in Festival et le quotidien turinois La Stampa, récompense un roman noir italien paru cette année et choisi par le comité de sélection du Jury littéraire parmi ceux inscrits. 5 romans noir ont été sélectionnés parmi 21 :
- Marcello Fois, Luce perfetta, Einaudi, 2015[5] ;
- Raul Montanari (it), Il regno degli amici, Einaudi, 2015[6] ;
- Giampaolo Simi, Cosa resta di noi, Sellerio, 2015[7] ;
- Grazia Verasani (it), Senza ragione apparente, Feltrinelli, 2015[8] ;
- Romano De Marco (it), Città di polvere, Feltrinelli, 2015[9].

### Films en compétition
Les sept films en compétition pour le Lion noir sont les suivants :
| Titre                     | Réalisation              | Pays        | Distribution                                                                                        |
| ------------------------- | ------------------------ | ----------- | --------------------------------------------------------------------------------------------------- |
| A Most Violent Year       | J. C. Chandor            | États-Unis  | Jessica Chastain, Oscar Isaac                                                                       |
| Mi gran noche             | Álex de la Iglesia       | Espagne     | Raphael, Mario Casas, Pepón Nieto, Blanca Suárez, Carlos Areces                                     |
| D'Ardennen                | Robin Pront              | Belgique    | Kevin Janssens, Veerle Baetens, Jeroen Perceval                                                     |
| Brand New-U               | Simon Pummell (en)       | Royaume-Uni | Lachlan Nieboer (en), Nora-Jane Noone                                                               |
| Traffickers               | Sean Roberts             | États-Unis  | Sean Roberts, Connor Roberts                                                                        |
| Into the Forest           | Patricia Rozema          | Canada      | Elliot Page, Evan Rachel Wood, Max Minghella, Callum Keith Rennie, Michael Eklund, Sandy Sidhu (en) |
| Anacleto : Agente secreto | Javier Ruiz Caldera (es) | Espagne     | Imanol Arias, Quim Gutiérrez, Carlos Areces, Alexandra Jiménez, Rossy de Palma                      |

### Films hors-compétition
Le festival présente deux films hors concours :
| Titre                                 | Réalisation      | Pays                 | Distribution                                                    |
| ------------------------------------- | ---------------- | -------------------- | --------------------------------------------------------------- |
| Chair de poule (Goosebumps)           | Rob Letterman    | États-Unis Australie | Jack Black, Dylan Minnette, Odeya Rush, Amy Ryan, Jillian Bell, |
| Le Pont des espions (Bridge of spies) | Steven Spielberg | États-Unis           | Tom Hanks, Eve Hewson, Amy Ryan, Alan Alda, Billy Magnussen     |

### Séries télévisées en compétition
Les séries télévisées sélectionnées sont les suivantes :
- Chérif (France), créée par Lionel Olenga, Laurent Scalese et Stéphane Drouet[13] ;
- Murder (États-Unis), créée par Peter Nowalk[14] ;
- L'ispettore Coliandro (Italie), créée par Carlo Lucarelli[15].

## Palmarès

### Prix littéraires
- Prix Raymond Chandler : Joe Lansdale

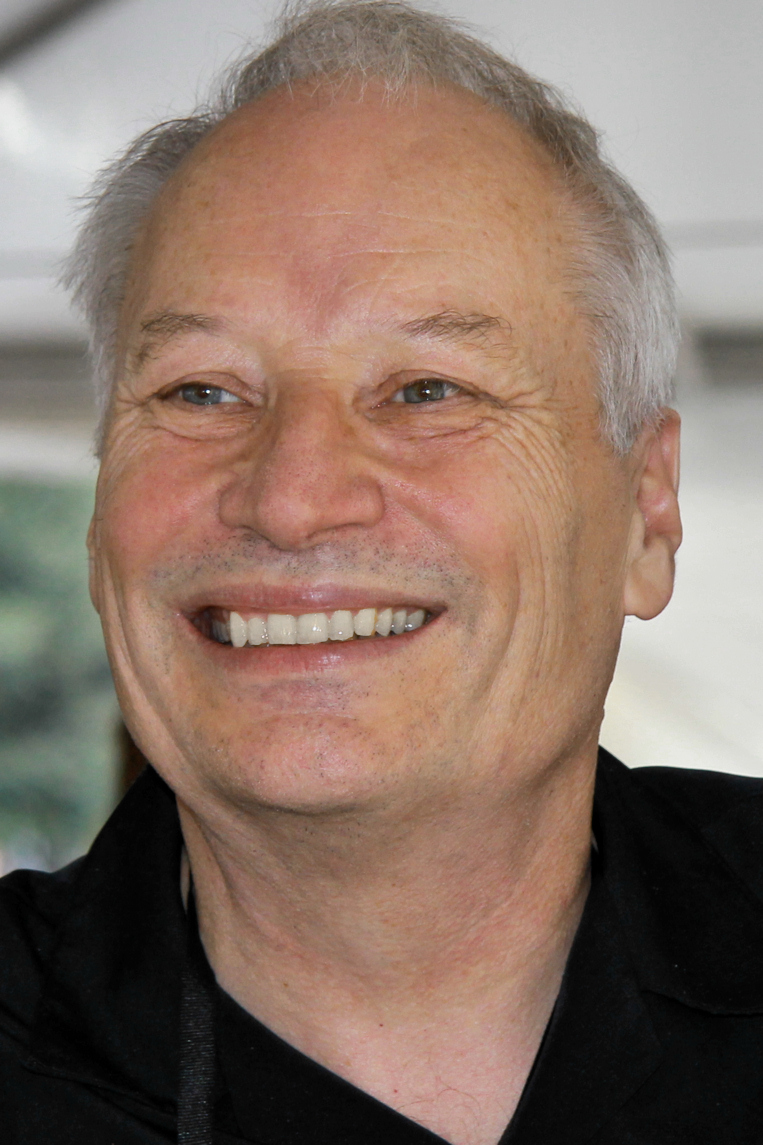
L'écrivain Joe Lansdale

C'est grâce à son style tranchant et ironique que Joe Lansdale a remporté cette année cette récompense qui est remise chaque année avant le début officiel du Festival. Auteur de plus de 40 romans et de centaines de récits, Lansdale est un auteur prolifique, capable de jongler entre la narrative pure et l'écriture d'un scénario. À cette occasion, l'écrivain texan a présenté son dernier roman, qui sort en avant-première mondiale pour Einaudi, Honky Tonk Samurai, nouvelle aventure d'investigation pour les personnages de Hap Collins et de Léonard Pine. Influencé par Edgar Rice Burroughs, Mark Twain et Jack London, mais également par la littérature fantastique de Ray Bradbury et de Fredric Brown, par les bandes dessinées, les séries B et la littérature pulp, Lansdale mêle humour désenchanté, fantaisie effrénée, et description impitoyable de la réalité dans ses aspects les plus cruels, les plus violents et les plus absurdes.
L'année dernière déjà, le prix était allé à un américain. C'était Jeffery Deaver, qui avait ajouté son propre nom à une liste prestigieuse, qui compte entre autres ceux de Don Winslow, de Michael Connelly, de Scott Turow, et de John le Carré. En 2013, le prix avait été attribué à Henning Mankell, disparu le 5 octobre dernier.
- Prix Scerbanenco : Giampaolo Simi pour Cosa resta di noi, Sellerio, 2015[2].

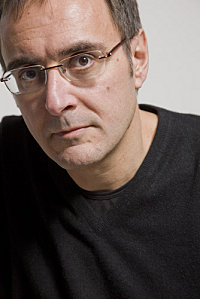
L'écrivain Giampaolo Simi

L'auteur de Cosa resta di noi a remporté le prix pour le meilleur roman noir italien. Le jury littéraire du Courmayeur Noir in Festival a décidé à la majorité d'attribuer à Giampaolo Simi le Prix Giorgio Scerbanenco - La Stampa 2015 avec la raison suivante : « Pour avoir mis au centre de son récit la crise conjugale dans la province italienne, racontée avec une cruauté efficace, réussissant à élargir les frontières rigides du roman noir, grâce à une écriture surveillée, attentive aux motivations les plus secrètes des personnages. »
Outre Simi, les quatre autres finalistes étaient Romano De Marco (it) (Città di polvere, Feltrinelli), Marcello Fois (Luce perfetta, Einaudi), Raul Montanari (it) (Il regno degli amici, Einaudi) et Grazia Verasani (it) (Senza ragione apparente, Feltrinelli). Cette dernière a obtenu une mention spéciale « pour l'heureux retour de l'originale enquêtrice bolognaise, confrontée cette fois-ci au monde tourmenté des adolescents ».

### Prix cinématographique
- Lion noir : Anacleto : Agente secreto, de Javier Ruiz Caldera (es)[16]

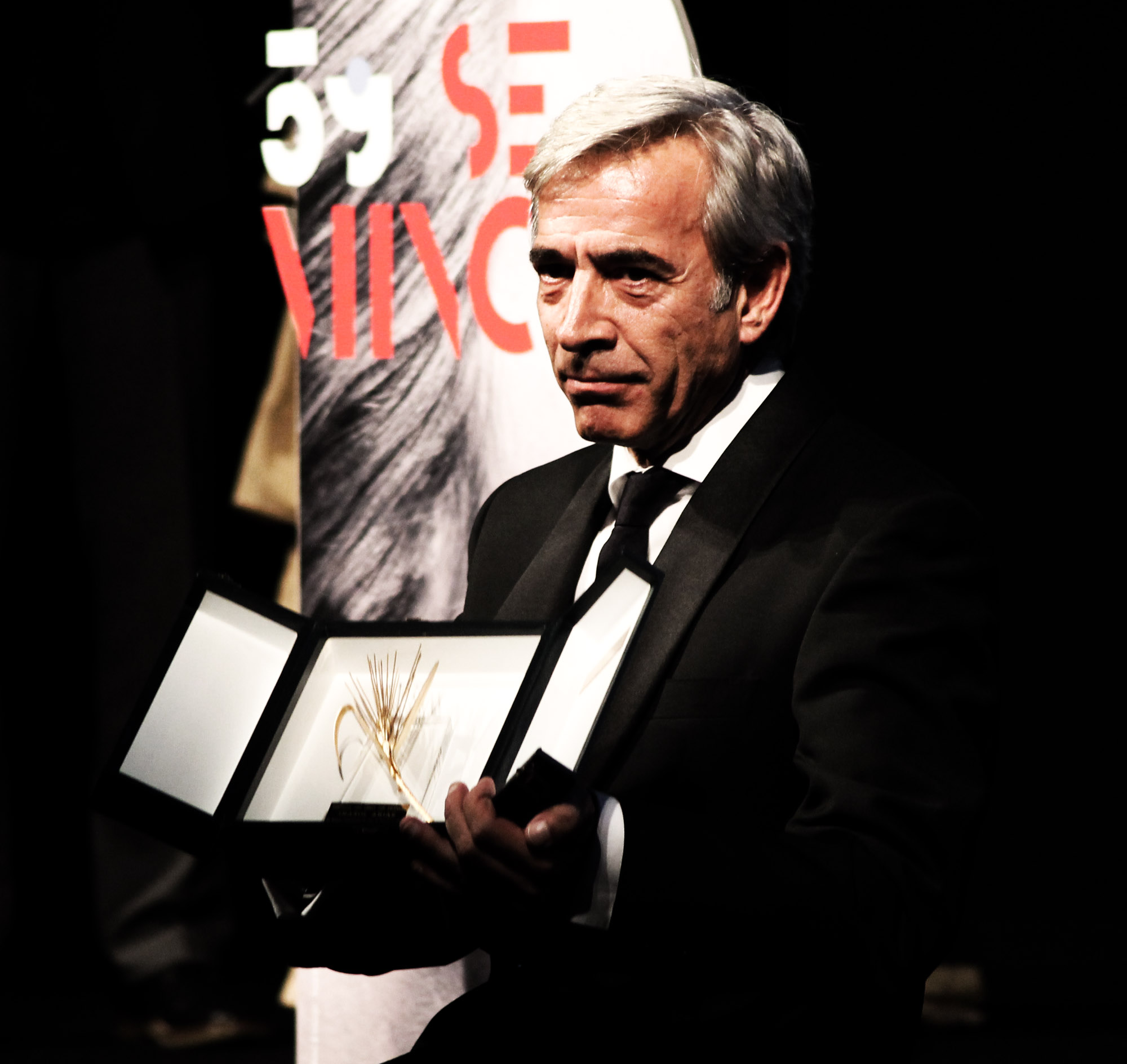
Imanol Arias, l'interprète de « Anacleto »

C'est au film Anacleto : Agente secreto, réalisé par Javier Ruiz Caldera, qu'est allé, cette année, le Lion noir, attribué par le public de Courmayeur avec 91,76 % des voix. Il s'agit d'une comédie dans laquelle un timide trentenaire découvre que son père est un insoupçonnable agent secret, elle tire son inspiration dune série d'histoires à succès des années 1960. Prix spécial pour Into the forest de Patricia Rozema. L'année dernière, le Lion noir avait été attribué à Black Sea, avec Jude Law, sorti ensuite dans les salles au printemps.

### Prix série TV
- Prix FilmhouseTV :